# Bombardarea României în Al Doilea Război Mondial

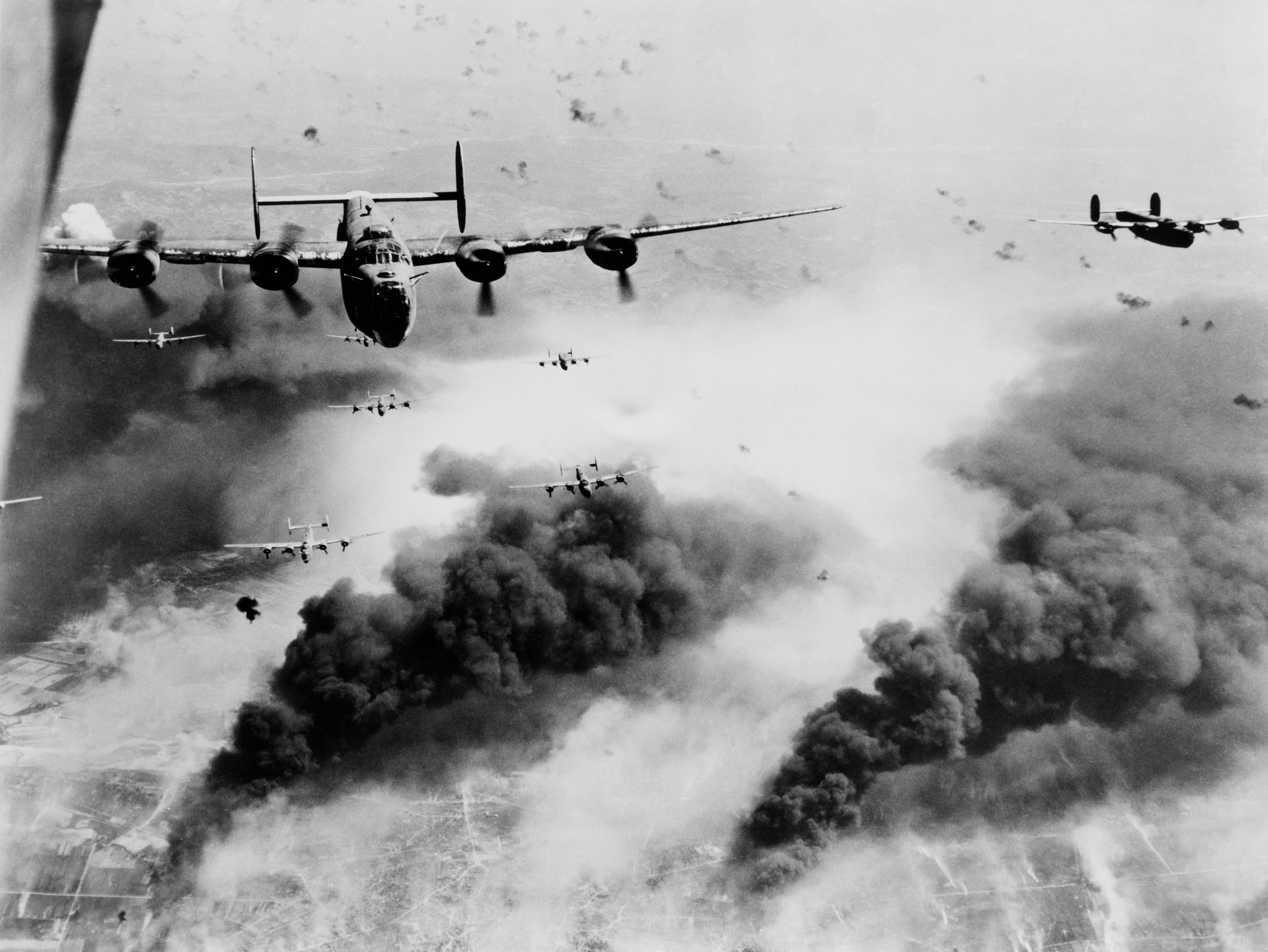
Bombardiere americane B-24 Liberator deasupra rafinăriilor de la Ploiești

Bombardarea României în al Doilea Război Mondial este un eveniment istoric realizat in două etape. Prima, până în august 1944, a fost realizată prin operațiunile Aliaților. Cea de-a doua, după răsturnarea dictaturii lui Ion Antonescu, a fost întreprinsă prin operațiunile Germaniei naziste.

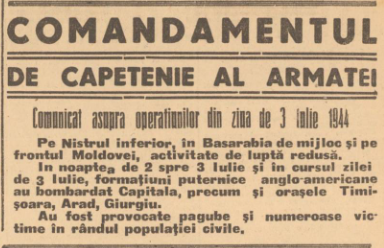
Comunicatul Comandamentului de Căpetenie al Armatei privind operațiunile Armatei Române și bombardamentele asupra Bucureștiului, Timișoarei, Aradului și Giurgiului din 2/3 iulie 1944, publicat în ziarul Curentul din 5 iulie 1944

Obiectivul principal al operațiunilor aliate era Ploieștiul, principala zonă a industriei de petrol din România. Cea mai mare rafinărie, Astra Română, procesa 2.000.000 de tone scurte (1.800.000 t) de petrol pe an, oferind o mare parte din combustibil pentru armata germană.
Alte atacuri au vizat orașele București, Timișoara, Arad și Giurgiu, dar și Clujul, aflat pe atunci în cadrul Regatului Ungariei.